# Traînou
Traînou ist eine französische Gemeinde mit 3.419 Einwohnern (Stand: 1. Januar 2022) im Département Loiret in der Region Centre-Val de Loire. Sie gehört zum Arrondissement Orléans, zum Kanton Fleury-les-Aubrais und zum Gemeindeverband La Forêt. Die Einwohner werden Trainiens genannt.

## Geografie
Die Gemeinde Traînou liegt 22 Kilometer nordöstlich von Orléans. Nördlich des Ortes breitet sich der Forêt d’Orléans, ein etwa 150.000 Hektar großes Waldgebiet, aus. An der nordwestlichen Gemeindegrenze verläuft das Flüsschen Bionne. Umgeben wird Traînou von den Nachbargemeinden Loury im Nordwesten und Norden, Sully-la-Chapelle im Osten, Fay-aux-Loges im Südosten, Donnery im Süden, Mardié und Boigny-sur-Bionne im Südwesten und Vennecy im Südwesten und Westen.

## Bevölkerungsentwicklung
| Jahr                       | 1962 | 1968 | 1975 | 1982 | 1990 | 1999 | 2006 | 2013 | 2022 |
| -------------------------- | ---- | ---- | ---- | ---- | ---- | ---- | ---- | ---- | ---- |
| Einwohner                  | 726  | 861  | 1330 | 1952 | 2618 | 2796 | 3011 | 3240 | 3419 |
| Quellen: Cassini und INSEE |      |      |      |      |      |      |      |      |      |

## Sehenswürdigkeiten
- Kirche Saint-Pierre aus dem 12. Jahrhundert, Fassade 1876 rekonstruiert, Chor aus dem 13. Jahrhundert, Glockenturm aus dem 15. Jahrhundert
- Wasserturm
- Funkturm

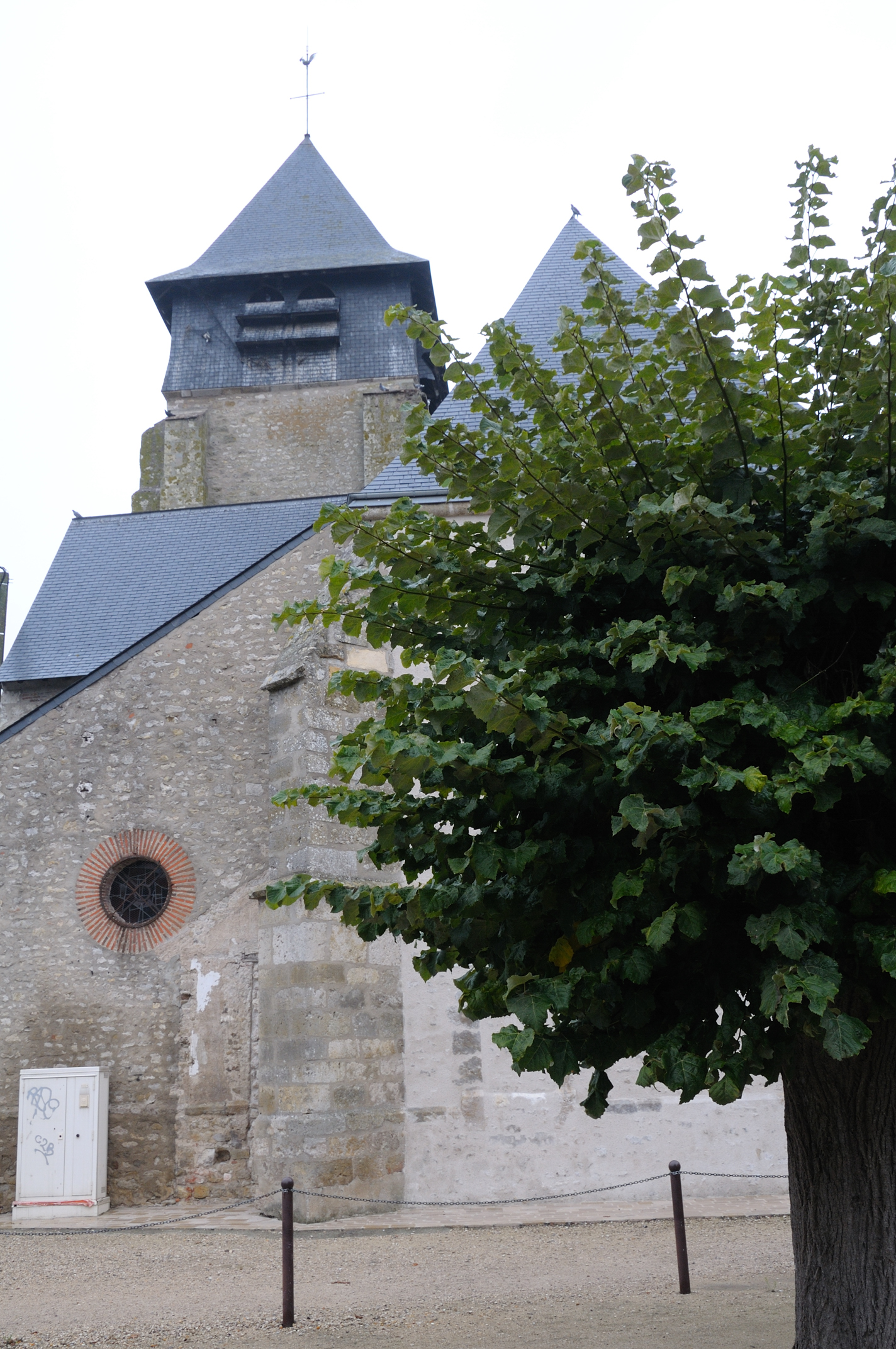
Kirche Saint-Pierre
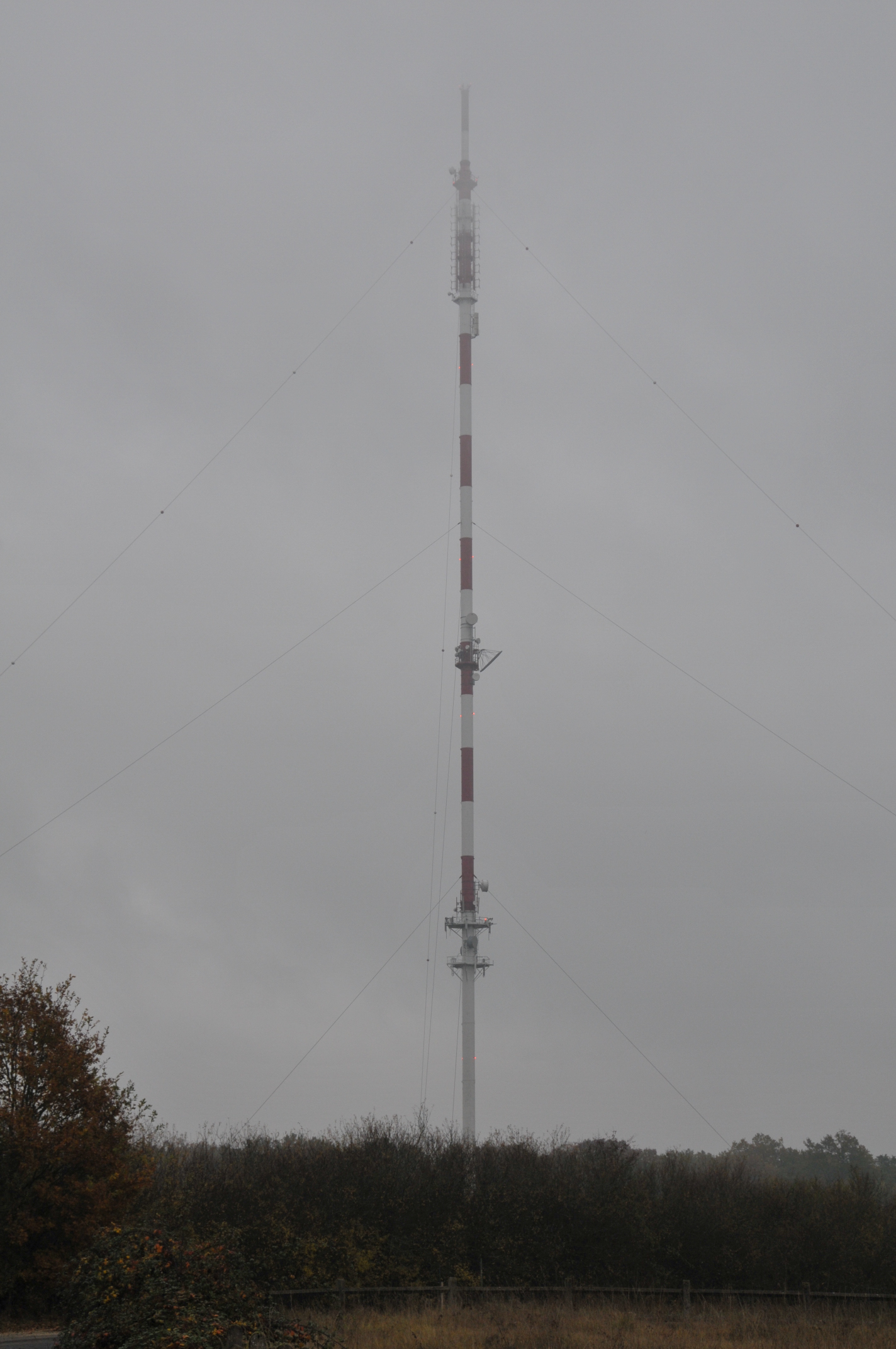
Funkturm